# Kibero Patera
La Kibero Patera è una struttura geologica della superficie di Io.